# 澳洲雙鋸鯒
澳洲雙鋸鯒，為輻鰭魚綱鮋形目牛尾魚科的其中一種。分布於西南太平洋的澳洲海域，為特有種，體長可達12.1公分，為底棲性魚類，棲息深度在水深15至53公尺。